# Sarcoglottis juergensii
Sarcoglottis juergensii är en orkidéart som beskrevs av Rudolf Schlechter. Sarcoglottis juergensii ingår i släktet Sarcoglottis och familjen orkidéer. Inga underarter finns listade i Catalogue of Life.